# Sklep oświetleniowy Deutscha w Oradei
Sklep oświetleniowy Deutscha w Oradei (rum. Magazin de sticlărie Deutsch) – zabytkowy budynek dawnego sklepu ze sprzętem oświetleniowym, szkłem i porcelaną, zlokalizowany w centrum rumuńskiego miasta Oradea przy Strada Vasile Alecsandri, należący do najbardziej niezwykłych przykładów stylu secesyjnego na terenie Transylwanii.

## Historia i architektura
Twórcą projektu budynku był prawdopodobnie Ferenc Sztarill. Obiekt wybudowano w latach 1906–1910. Zdania specjalistów są jednak podzielone co do nazwiska autora projektu budynku: jedni twierdzą, że nie jest ono znane lub że mógł być nim Ferenc Sztarill w 1906 roku, inni twierdzą, że był nim Kálmán Rimanóczy Jr., który był podobno zarówno architektem jak i budowniczym budynku już w 1903 roku.
Architektura budowli przypomina pod względem dekoracyjnym prace architektów Jakaba Dezső i Marcella Komora. Podobnie jak w innych secesyjnych budowlach w Oradei, również tutaj w górnej części znajduje się trójdzielna, płynna attyka. Dekoracja elewacji oparta jest na motywach koronki ludowej z elementami kwiatowymi i roślinnymi, co inspirowane było programem Ödöna Lechnera i jest charakterystyczne dla secesji węgierskiej, choć nie występuje powszechnie w realizacjach budowli secesyjnych na terenie Siedmiogrodu. W budynku sklepu skontrastowano prostokątne okna na parterze z półkolistymi na piętrze. Z punktu widzenia upodobań dekoracyjnych gmach prezentuje preferowany w początkach XX wieku w Oradei program stylistyczny, z inklinacjami do secesji wiedeńskiej i wzorami zdobniczymi inspirowanymi neobarokiem i neorokokiem. W zamierzeniu inwestora stanowić miał sam w sobie reklamę delikatnych, szklanych przedmiotów, które można było w nim nabyć.
Sklep powstał w ścisłym centrum handlowym Oradei, które wówczas znajdowało się w rejonie wzniesienia budowli. Rodzina kupca, Karla Ignaza Deutscha pochodziła z Moraw, będąc już trzecim pokoleniem osiadłym w mieście. W 1877 Deutsch zakupił sklep szklarski należący do Jánosa Sonnenfelda, który sprzedawał tu wyroby szklane ze Schwarzwaldu, którą to linię handlową podtrzymał Deutsch.
Od 1940 roku sklep sprzedawał wyłącznie wyroby porcelanowe produkowane na Węgrzech. W 1960 roku obiekt został przekształcony i stał się sklepem dziecięcym pod nazwą „Gulliver”. W 1970 roku odrestaurowano elewację, a w następnych latach wnętrze kilkakrotnie przebudowywano. Ostatnia renowacja elewacji miała miejsce w 2018 roku. Fasada utrzymana jest w kolorach niebieskich i szarych.